# Hilara fulvipes
Hilara fulvipes är en tvåvingeart som beskrevs av Macquart 1834. Hilara fulvipes ingår i släktet Hilara och familjen dansflugor.
Artens utbredningsområde är Frankrike. Inga underarter finns listade i Catalogue of Life.